# 交響曲ヘ短調 (ブルックナー)

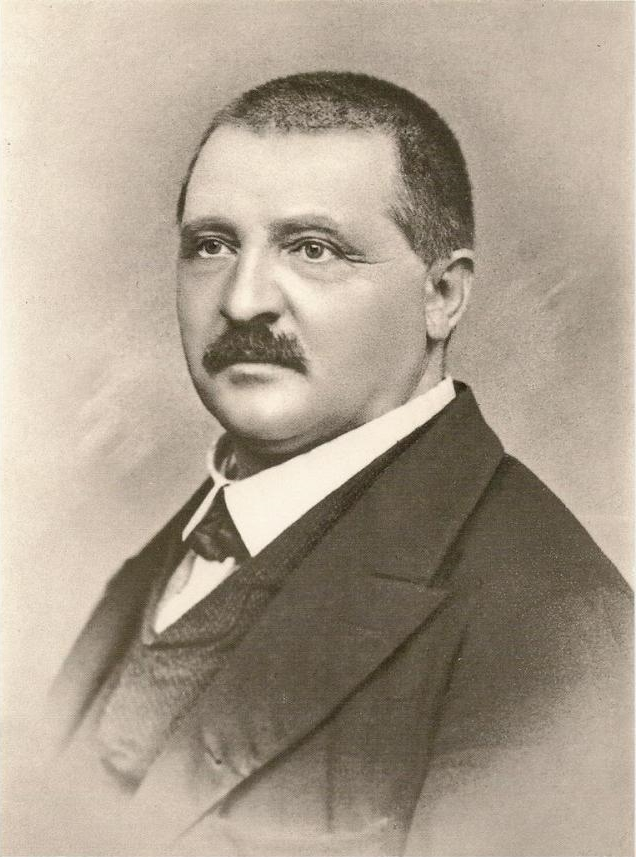
1868年のブルックナー

アントン・ブルックナーの交響曲ヘ短調、または習作交響曲（しゅうさくこうきょうきょく、独語：Studiensinfonie）ヘ短調WAB99は、1863年にオットー・キッツラーの指導のもと、楽式と管弦楽法の実習として作曲された交響曲である。

## 概要
ブルックナーは最晩年、若き日に作曲した譜面を整理し、残すに値しないと考えた作品は破棄しようとしたが、この交響曲に関しては "Schularbeit"（「宿題」）と記るすにとどめ、破棄しなかった。本作はその後も作曲者による改訂は行われなかったと考えられている。
この交響曲の作曲中に、キッツラーの指揮によるワーグナーの『タンホイザー』のリンツでの初演があり、ブルックナーは作曲の師であるキッツラーと一緒にこの歌劇を熱心に研究した。このことが、熱烈なワーグナー信奉者へとなるきっかけとなった。
なお、この曲以降に作曲された交響曲の順序は、第1番、第0番、第2番であり、現在ではナンバリングの通りの0番、1番、2番の順序は否定されている。

## 曲の名称
ブルックナーが作曲した交響曲のうち、第1番から始まる番号が命名されていない曲が2曲ある。そのうちの一つは、作曲者が "{\displaystyle \emptyset }" とスコアに記したことから「第0番」と呼ばれている。残りの1曲は、ここで扱っている交響曲である。つまり作曲者は「交響曲」以上の名称を与えていない。
通称としてしばしば使われる呼び方として「交響曲ヘ短調」「習作交響曲」「交響曲第00番」「交響曲－（マイナス）1番」などがある。
書籍などでしばしば表記される例は「交響曲ヘ短調」という名称である。現在国際ブルックナー協会から出版されているスコアが「交響曲ヘ短調、1863年稿」と表紙に記されていることや、ブルックナーがヘ短調の調性で作曲した交響曲はこれ以外にないことから、番号を添えずに「交響曲ヘ短調」と称することで、この曲が特定できる。
「習作交響曲」は、この作曲家に限らず、生前に未発表だったか、または初期作品で、作者の個性が現れていないような交響曲を呼ぶ際に使われることがある名称である。
「交響曲第00番」は、CDでしばしば使われている名称である。00は「ダブルゼロ」、「ゼロゼロ」、あるいは「ヌルヌル」（零は独語でNull）と読んだりする。「交響曲－1番」の俗称を含め、これらは「交響曲第0番」の名称に倣ったものと考えられる。

## 初演
1913年10月13日にフェルディナント・レーヴェの指揮、ウィーン・コンツェルト・フェラインの演奏で、ウィーン、コンツェルトハウス大ホールにて第2楽章のみ演奏された。
第1、2、4楽章は1923年3月18日、第3楽章の初演は1924年10月12日、クロスターノイブルクにて、フランツ・モイスル指揮クロスターノイブルク・フィルハーモニーによって、1925年2月19日にフランツ・モイスルの指揮ベルリン・フィルハーモニー管弦楽団の演奏で、ベルリン・フィルハーモニー・ザールにて全曲が演奏された。

## 出版
いわゆる「初版」は、1913年にウニヴェルザール出版社から出版された。
国際ブルックナー協会がハース主導で編纂した第1次全集は、この曲の校訂を含まなかった。これは、全交響曲の校訂を終えないうちにハースが退任となったためであり、未校訂の曲の一つがこの「交響曲ヘ短調」であった。
国際ブルックナー協会からの第2次全集として1973年に、ノヴァーク校訂版が出版された。

## 評価
キッツラーがこの交響曲に対して与えた評価は「たいして霊感を受けない」（"nicht besonders inspiriert"）というものであった。
数々の評価は否定的であるが、ブルックナーが最初に書いた交響曲として、後の交響曲で窺えるブルックナーらしさを感じさせる部分がいくつか見られる。
第2次全集を校訂したノヴァークは、作曲者が付記した"Schularbeit"の語から、この交響曲を「作曲の実習であり、作曲者は完成された作品と見なさなかったのではないか」と判断している（出版されたスコアの序文による）。この判断は、交響曲第0番の作曲時期推測などにも影響を及ぼしている（第0番スコアの序文による）。現在のブルックナー研究者は、このノヴァークの見方に必ずしも共感していない。
1998年にこの曲を録音した指揮者ゲオルク・ティントナーは、前記のキッツラーの評価に対して「キッツラーは果たしてスケルツォ楽章をよく調べたのか」と訝しがっている。一方でティントナーは、作品全体で最も弱いのは終楽章であると認めている。
伝記作家のデレク・ワトソンは序曲ト短調に比べて「確かに主題は霊感に乏しく、さほど特徴的でもない」が、「あたたかな旋律に満たされた瞬間がいくつか認められ、独創的な作品とは言いかねるにせよ、一貫して上出来である」と述べている。
研究家からは「後年のブルックナーの先駆というより、メンデルスゾーン・シューマンの影響を強く感じる」との指摘もある。特に終楽章のリズムを、シューマンの交響曲第4番終楽章と比較して論じる研究者は多い。
現在、実演で採り上げられることは極めて稀である。CD録音は複数存在するが、交響曲全集に収録されないことも多く、第0番は収録されていても当曲は省かれている全集すらある。セルジュ・チェリビダッケ、オイゲン・ヨッフム、ギュンター・ヴァントなどはブルックナーの演奏を得意としながらも当曲の録音を残さなかった。また、ヴラディーミル・アシュケナージのように全集を作らなかったが当曲は録音したという例もある。
当曲を含めて11の交響曲全てを録音した指揮者はゲンナジー・ロジェストヴェンスキー、エリアフ・インバル、ゲオルク・ティントナー、スタニスラス・スクロヴァチェフスキ、シモーネ・ヤング、マルクス・ボッシュ、ゲルト・シャラーなどがいる。

## 楽器編成
フルート2、オーボエ2、クラリネット2、ファゴット2、ホルン4、トランペット2、トロンボーン3（第1、4楽章のみ）、ティンパニ、弦5部。

## 演奏時間
約45分（すべての繰り返しを含む）。

## 構成
第1楽章 Allegro molto vivace、ヘ短調、2分の2拍子、ソナタ形式
この交響曲はブルックナーの交響曲で唯一呈示部を繰り返しを指示している。ただしこの繰り返し指示は古典的な交響曲の規定に則ったものである。呈示部の最後から続く展開部の最初に同じ旋律を用いるのは後年ブルックナーがよく使う手法であり、また後年によく用いられるいわゆるブルックナー休止もしばしば見られる。ただし、トレモロによる開始はまだ行われない。この楽章はコーダーに入り、緊張感、悲劇性が強調される傾向にある。
第1主題そのもの自体は7小節からなり、後年のブルックナーが8小節単位で楽節構造を考えていたことから、この頃はそのことにも頓着がなかったことが伺われる。ひとしきり発展した後、歌謡的な第2主題が平行長調で提示される。続く第3主題はファンファーレ的な力強いもので、実質的に最初のトゥッティになる。その後、8分音符を刻むヴィオラにのって小結尾主題が現れ、提示部が終わる。展開部は主に第1主題を扱う。再現部は型どおりだが、小結尾主題は再現されず、そのままコーダに入って第1主題を奏して力強く曲を結ぶ。
第2楽章 Andante、変ホ長調、4分の4拍子、AB-C-AB-Aの素朴な三部形式
初期のブルックナーらしい緩徐楽章で、特有ののどかで美しい旋律を聞かせてくれる。Cの部分では速度の速い楽節が挿入され、後年には見られない曲の運びである。ノヴァーク版ではアンダンテ・モルトの指定になっている。
第3楽章 スケルツォ。Schnell（急速に）、ハ短調、4分の3拍子。トリオ-速く
ブルックナーらしいスケルツォで基本的な骨格は後年のものと同じだが、まだ小規模である。特にトリオは短い。スケルツォには反復指定があるが、トリオには反復がない。コーダーはなしである。ノヴァーク版ではトリオを「よりゆっくりと」の指定をつけている。
第4楽章 Finale：Allegro ヘ短調～ヘ長調、2分の2拍子、ソナタ形式
呈示部は3つの主題からなるが第2主題にブルックナーらしい内省的な美しさがみられる。第3主題は再現部に出てこない。第１楽章同様、提示部の反復指定がある。終結部はヘ長調に転調し、第1主題を奏して曲を締めくくる。後年の交響曲のような壮大なフィナーレではないが、ドラマティックに締めくくっている。

## 音源
最初の商業録音は、エリアクム・シャピラ指揮ロンドン交響楽団によって1972年にEMIレーベルに吹き込まれた。最初のCDは、1991年にテルデック・レーベルから発売された、エリアフ・インバル指揮フランクフルト放送交響楽団の録音である。この録音は、演奏に47分かかっており、ティントナー指揮ロイヤル・スコティッシュ管弦楽団の録音（ナクソス）に比べて、10分長い。ティントナーは両端楽章の呈示部の反復を飛ばしているためで、しかもティントナーは随所で金管楽器の音量を加減している。このほか、ゲンナジー・ロジェストヴェンスキー指揮ソヴィエト国立文化省交響楽団による録音があり、さらに長い52分程度で演奏している。
スケルツォ楽章のオルガン版は、エルヴィン・ホルン演奏によるノヴァーリス・レーベルのCDが存在する。